# Hermann Masius

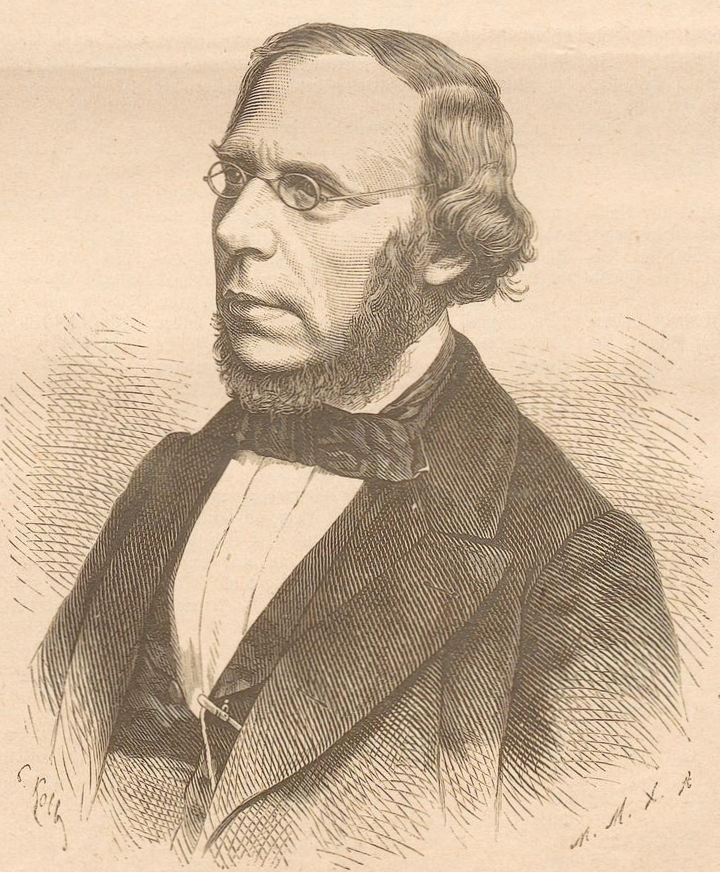
Bildnis Hermann Masius
Beilage zum Darmstädter Tagblatt, Nr. 20/1886

Karl Wilhelm Hermann Masius (* 7. Januar 1818 in Trebnitz; † 22. Mai 1893 in Leipzig) war ein deutscher Pädagoge.

## Leben
Masius war der älteste Sohn des Gutsverwalters und späteren Steuerbeamten Heinrich August Masius (1788–1869) und dessen erster Frau Marie Christiane Leopoldine geb. Raap. Er besuchte ab Herbst 1829 die Lateinische Hauptschule des Waisenhauses in Halle und studierte 1837–1842 an der Universität Halle zunächst Theologie, dann Pädagogik und Naturwissenschaften. Nach kurzer Tätigkeit am Pädagogium in Halle war er von Herbst 1843 bis Ostern 1844 Lehrer an der Realschule von Annaberg in Sachsen, dann von Ostern 1844 bis Herbst 1853 Lehrer am Gymnasium in Salzwedel. Ab 1862 war Masius der erste ordentliche Professor für Pädagogik an der Universität Leipzig.
Er wurde im Ehrengrab der Universität Leipzig in der V. Abteilung des Neuen Johannisfriedhofs beerdigt.

## Werke (Auswahl)

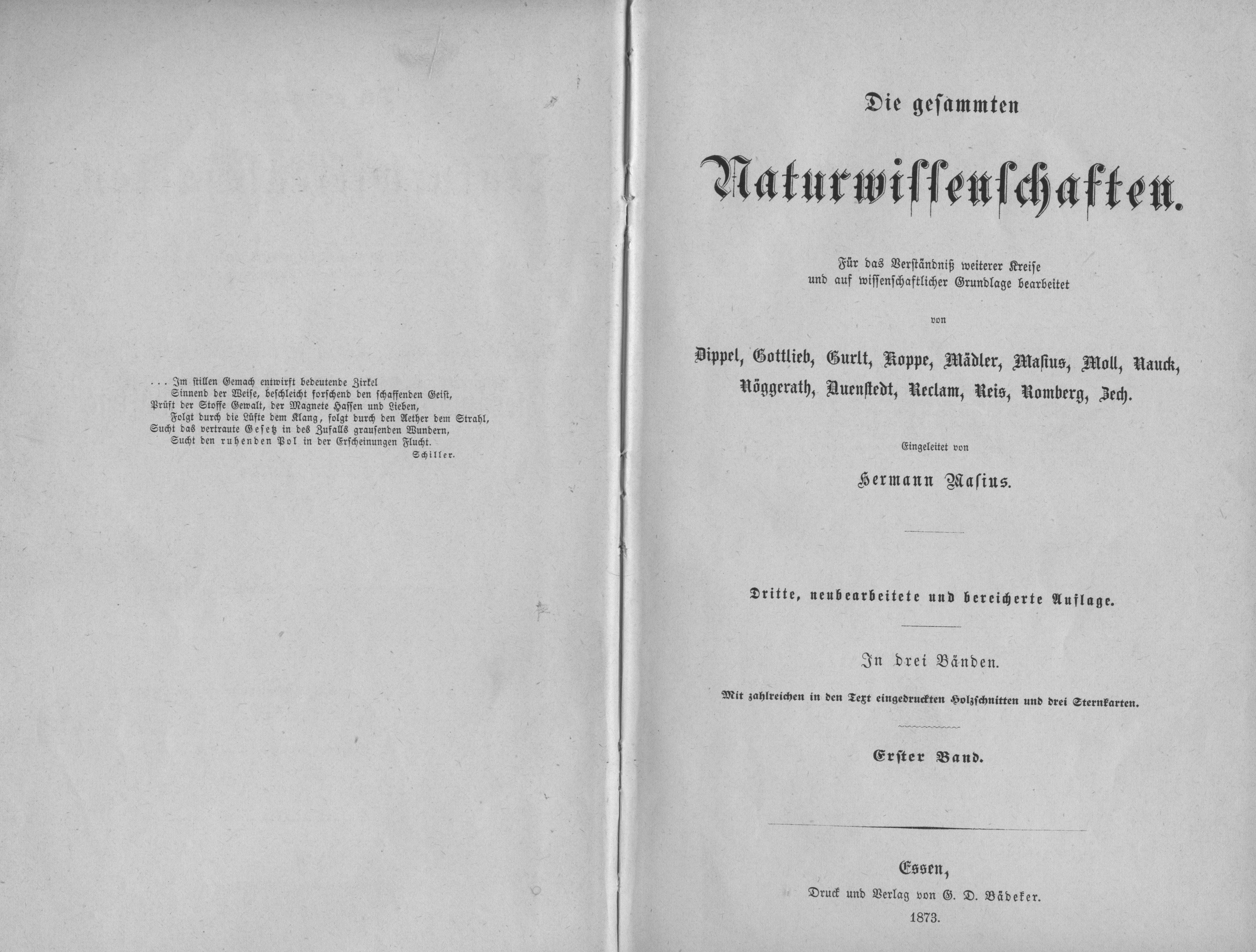
Titelblatt des Buches „Die gesammten Naturwissenschaften“

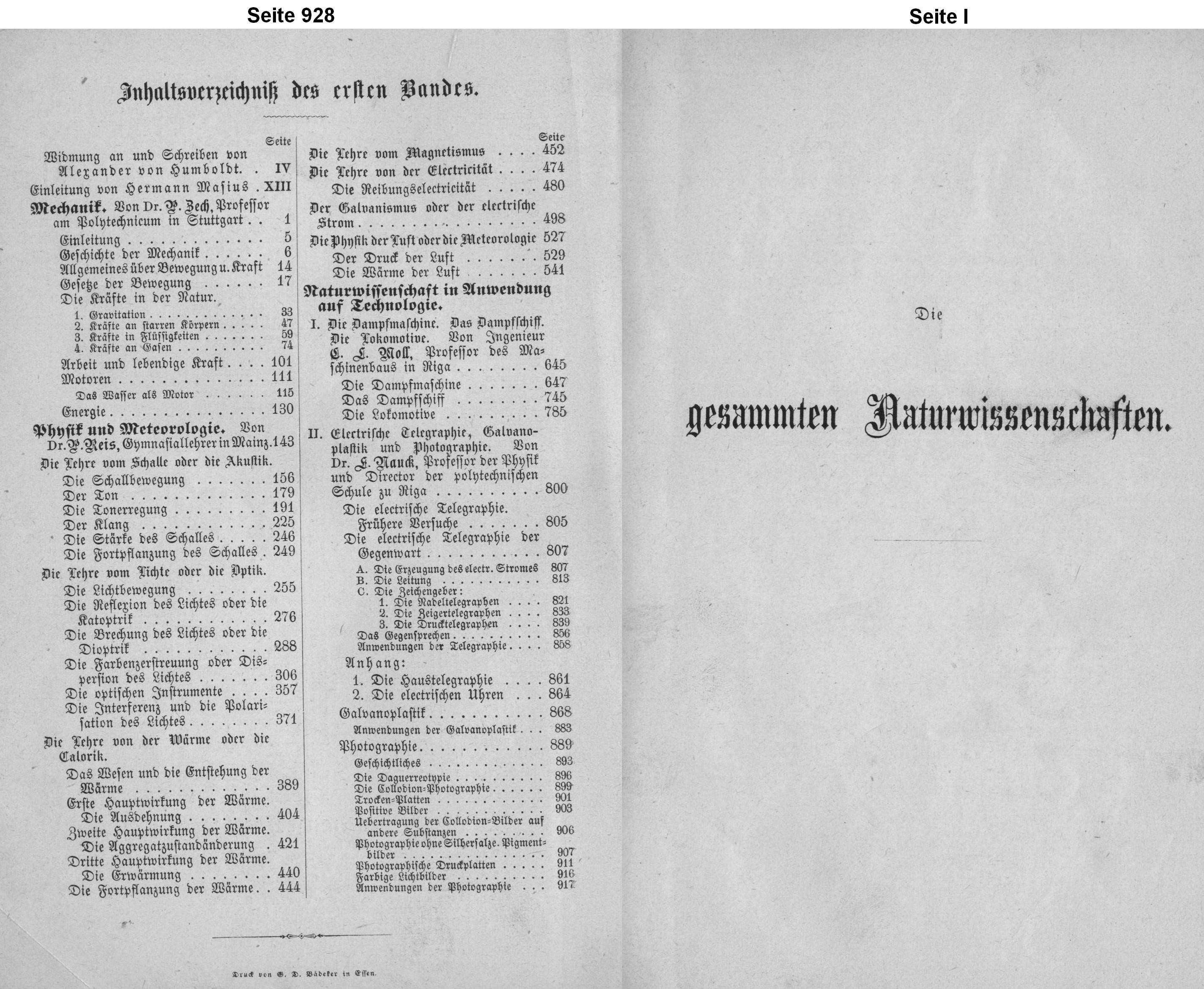
Der erste Band enthält lediglich die Einleitung von Hermann Masius zu dem dreibändigen Werk.

Von Hermann Masius verfasste bzw. unter seiner Beteiligung entstandene Werke sind:
- Die gesammten Naturwissenschaften. Dritte, neubearbeitete und bereicherte Auflage. Druck und Verlag von G. D. Bädeker, Essen 1873. (mit Schreiben von Alexander von Humboldt)
- Naturstudien. Skizzen aus der Pflanzen- und Thierwelt. (1852; 3. Aufl. 1857, 9. Aufl. 1880)
- Die Tierwelt. Charakteristiken. (1. und 2. Aufl. 1861, 3. Aufl. 1880)

Mit Alfred Fleckeisen war er ab 1863 der Herausgeber der Jahrbücher für Philologie und Pädagogik, von 1870 bis 1893 (17. bis 31. Auflage) war er Herausgeber der von Theodor Echtermeyer begründeten Lyrikanthologie Auswahl deutscher Gedichte für höhere Schulen.